# Transhumanisme

Logo du mouvement transhumaniste

Le transhumanisme est une idéologie et un mouvement prônant l'usage des sciences et des techniques afin d'améliorer radicalement la condition humaine par l'augmentation des capacités physiques et mentales du corps humain et contribuer à l'allongement de l'espérance de vie, voire tendre vers la suppression du vieillissement et de la mort,. Les ambitions transhumanistes reposent sur la convergence des nanotechnologies, biotechnologies, technologies de l'information et sciences cognitives (NBIC). Le mouvement affirme se préoccuper autant des risques que des avantages que présentent de telles évolutions,. La liberté morphologique est également un concept politico-éthique majeur du transhumanisme,.
Ainsi, le transhumanisme est parfois considéré comme un posthumanisme ou encore comme une forme d'activisme volontariste et mélioriste guidée par des idéaux posthumanistes. En France, ce mouvement est principalement représenté par l'Association française transhumaniste. Il existe des groupes de réflexion, comme Neohumanitas, en Suisse, qui encouragent la réflexion et la discussion sur les conséquences socio-éthiques de l'utilisation des biotechnologies sur l'humain et qui abordent certains enjeux du transhumanisme. Un grand nombre d'approches transhumanistes différentes sont reflétées au sein même de ces différents groupes[précision nécessaire].
La perspective transhumaniste d'une humanité transformée a suscité de nombreuses réactions, tant négatives que positives, émanant d'horizons de pensée très divers. Le débat sur l'amélioration de l'humain est pour certains, centré autour des deux positions polarisées du bioconservatisme et du transhumanisme. Le premier s'oppose à toute forme d'amélioration de l'humain, tandis que le second plaide en faveur de toutes les améliorations humaines possibles au nom de la liberté morphologique.
Francis Fukuyama a ainsi déclaré, à propos du transhumanisme, qu'il s'agit de l'idée la plus dangereuse du monde, ce à quoi un de ses promoteurs, Ronald Bailey, répond que c'est, au contraire, le « mouvement qui incarne les aspirations les plus audacieuses, courageuses, imaginatives et idéalistes de l'humanité ».
Certains auteurs[Qui ?] pensent que l'humanité serait déjà transhumaine, grâce aux progrès considérables des derniers siècles, et en particulier des dernières décennies, surtout sur le plan médical. Cependant, l'humanité actuelle ne le serait pas d'une manière consciente. Par conséquent l'humanité ne saurait être qualifiée de transhumaniste.

## Histoire

### Avant leXXesiècle
Selon les philosophes ayant étudié l'histoire du transhumanisme, son transcendantalisme s'inscrit dans un courant de pensée remontant à l'Antiquité : la quête d'immortalité de l'Épopée de Gilgamesh ou les quêtes de la fontaine de Jouvence et de l'élixir de longue vie, au même titre que tous les efforts ayant visé à empêcher le vieillissement et la mort, en sont l'expression. Ses partisans pour leur part revendiquent que la philosophie transhumaniste trouve ses racines dans l'humanisme de la Renaissance et dans la philosophie des Lumières[réf. nécessaire]. Pic de la Mirandole appelle ainsi l'homme à « sculpter sa propre statue » et même avant lui Plotin : « Si tu ne vois pas encore ta propre beauté, fais comme le sculpteur d’une statue qui doit devenir belle : il enlève ceci, il gratte cela… De la même manière, toi aussi, enlève tout ce qui est superflu, redresse ce qui est oblique » (Énnéades). Plus tard, Condorcet spécule quant à l'application possible des sciences médicales à l'extension infinie de la durée de vie humaine. Des réflexions du même ordre se retrouvent chez Benjamin Franklin, qui rêve de pouvoir interrompre et relancer le cours de la vie en temps voulu. Enfin, d'après Darwin, « il devint très probable que l'humanité telle que nous la connaissons n'en soit pas au stade final de son évolution mais plutôt à une phase de commencement ». Il faut en revanche mettre à part la pensée de Nietzsche qui, s'il forge la notion de « surhomme », n'envisage absolument pas la possibilité d'une transformation technologique de l'Homme mais plutôt celle d'un accomplissement spirituel,,.
Nikolai Fyodorov, philosophe russe du XIXe siècle, défend un usage de la science comme moyen d'extension radicale de la durée de vie, d'immortalité ou de résurrection des morts. Au XXe siècle, le généticien J.B.S. Haldane, auteur de l'essai Daedalus: Science and the Future paru en 1923, est un pionnier influent de la pensée transhumaniste. En ligne directe avec le transhumanisme moderne, il annonce les considérables apports de la génétique et d'autres avancées de la science aux progrès de la biologie humaine et prévoit que ces avancées seront accueillies comme autant de blasphèmes et de perversions « indécentes et contre nature ». J. D. Bernal spécule quant à la colonisation de l'espace, aux implants bioniques et aux améliorations cognitives qui sont des thèmes transhumanistes classiques depuis lors.

### Racines du transhumanisme contemporain
Dans son ouvrage Aux racines du transhumanisme publié en 2020, Alexandre Moatti montre que le mot « transhumanisme » est créé par le Français Jean Coutrot en 1937. Jean Coutrot connaît l'écrivain Aldous Huxley.

### Transhumanisme contemporain
En 1957, Julian Huxley définit le transhumain, bien que le concept qu'il désignait différât sensiblement de celui auquel les transhumanistes font référence depuis les années 1980. Il définit le transhumain comme un « homme qui reste un homme, mais se transcende lui-même en déployant de nouveaux possibles de et pour sa nature humaine » :

« La qualité des personnes, et non la seule quantité, est ce que nous devons viser : par conséquent, une politique concertée est nécessaire pour empêcher le flot croissant de la population de submerger tous nos espoirs d’un monde meilleur. »

Il s’agit bien d’améliorer la « qualité » des individus, comme on améliore la « qualité » des produits. Julian Huxley était en effet un des biologistes à l’origine du Manifeste des généticiens, signé par de nombreux généticiens prestigieux en 1939, qui prônait un eugénisme « de gauche », où l’amélioration des conditions sociales est présentée comme la condition de la réussite et de l’efficacité d’une politique eugéniste.
Au début des années 1960, la question des relations entre les intelligences humaines et artificielles, qui est une des thématiques centrales du transhumanisme, est abordée par l'informaticien Marvin Minsky. Dans les décennies qui suivent, ce domaine de recherches continue de voir apparaître d'influents penseurs, comme Hans Moravec ou Raymond Kurzweil, tantôt officiant dans des travaux d'ordre technique, tantôt spéculant sur l'avenir technologique, à la manière du transhumanisme,. L'émergence d'un mouvement transhumaniste clairement identifiable commence dans les dernières décennies du XXe siècle.
En 1966, FM-2030 (anciennement F.M. Esfandiary), un futurologue qui enseigne les « nouveaux concepts de l'Homme » à la New School de New York, commence à qualifier les personnes qui adoptent des techniques, des styles de vie et des conceptions du monde signalant une transition vers la posthumanité de transhumains (mot-valise formé à partir de « humain transitoire »). En 1972, Robert Ettinger contribue à la conceptualisation du transhumanisme dans son livre Man into Superman. En 1973, FM-2030 publie le Upwingers Manifesto pour stimuler l'activisme transhumaniste,. Bien que le premier usage connu du mot « transhumanisme » remonte à 1957, son sens actuel trouve son origine dans les années 1980, lorsque certains futurologues nord-américains ont commencé à structurer ce qui est devenu le mouvement transhumaniste. Les penseurs transhumanistes prédisent que les êtres humains pourraient être capables de se transformer en êtres dotés de capacités telles qu'ils mériteraient l'étiquette de « posthumains ». Le terme « transhumanisme » est symbolisé par « H+ » (anciennement «>H ») et est souvent employé comme synonyme d'« amélioration humaine ».
Les premiers transhumanistes se reconnaissant comme tels se rencontrent au début des années 1980 à l'Université de Californie à Los Angeles, qui devient le centre principal de la pensée transhumaniste. À cette occasion, FM-2030 tient une conférence sur son idéologie futuriste de la « Troisième Voie » (Third Way). Dans les locaux de EZTV, alors couramment fréquentés par les transhumanistes et futurologues, Natasha Vita-More présente un film expérimental, Breaking Away, daté de 1980, sur le thème d'humains rompant avec leurs limites biologiques et avec la gravité terrestre, s'en allant dans l'espace,. FM-2030 et Vita-More commencent rapidement à organiser d'autres réunions transhumanistes à Los Angeles, rassemblant notamment les étudiants de FM-2030 d'une part et le public de Vita-More d'autre part. En 1982, Vita-More rédige le Transhumanist Arts Statement (Traité d'Arts Transhumanistes), et, six ans après, produit une émission de télévision sur la transhumanité, TransCentury Update, suivie par plus de 100 000 téléspectateurs.
En 1986, Kim Eric Drexler publie Engines of Creation: The Coming Era of Nanotechnology (deux sens possibles : Les rouages de la création : l'ère nouvelle de la nanotechnologie ou Engins de création :…), qui analyse les perspectives liées aux nanotechnologies et aux assembleurs moléculaires, et fonde l'Institut Foresight. Les bureaux de Californie du sud de l'Alcor Life Extension Foundation, la première organisation à but non lucratif effectuant des recherches sur la cryonie, œuvrant pour sa promotion et la mettant en œuvre, devinrent également un lieu de regroupement privilégié des futuristes. En 1988, le premier numéro d'Extropy Magazine est publié par Max More et Tom Morrow. En 1990, More crée sa propre doctrine transhumaniste qu'il exprime sous la forme des Principles of Extropy (« Principes de l'Extropie »), et jette les bases du transhumanisme moderne en lui donnant une nouvelle définition :

« Le transhumanisme est une classe de philosophies ayant pour but de nous guider vers une condition posthumaine. Le transhumanisme partage de nombreuses valeurs avec l'humanisme parmi lesquelles un respect de la raison et de la science, un attachement au progrès et une grande considération pour l'existence humaine (ou transhumaine) dans cette vie. […] Le transhumanisme diffère de l'humanisme en ce qu'il reconnaît et anticipe les changements radicaux de la nature et des possibilités de nos vies provoqués par diverses sciences et techniques […]. »

En 1992, More et Morrow fondent l'Extropy Institute qui a pour but de densifier le réseau social futuriste et de promouvoir une réflexion collective sur les courants idéologiques émergents et les nouveaux comportements en organisant une série de conférences et, surtout, en rédigeant un carnet d'adresses : en conséquence, la pensée transhumaniste se voit diffusée pour la première fois, pendant la période d'essor de la cyberculture et de la contreculture cyberdélique[Quoi ?]. En 1998, les philosophes Nick Bostrom et David Pearce fondent la World Transhumanist Association (WTA, Association Transhumaniste Mondiale), une organisation non gouvernementale d'échelle internationale œuvrant afin que le transhumanisme soit reconnu comme digne d'intérêt par le milieu scientifique comme par les pouvoirs publics. En 2002, la WTA modifie et adopte la Déclaration Transhumaniste (The Transhumanist Declaration). La FAQ Transhumaniste, conçue par la WTA, donne deux définitions formelles du transhumanisme :
1. « Le mouvement culturel et intellectuel qui affirme qu'il est possible et désirable d'améliorer fondamentalement la condition humaine par l'usage de la raison, en particulier en développant et diffusant largement les techniques visant à éliminer le vieillissement et à améliorer de manière significative les capacités intellectuelles, physiques et psychologiques de l'être humain.
2. L'étude des répercussions, des promesses et des dangers potentiels de techniques qui nous permettront de surpasser des contraintes inhérentes à la nature humaine ainsi que l'étude des problèmes éthiques que soulèvent l'élaboration et l'usage de telles techniques. »

Anders Sandberg, universitaire et éminent[non neutre] transhumaniste, a recueilli d'autres définitions similaires. Le Dr Anders Sandberg croit que « le transhumanisme est la philosophie qui dit que nous pouvons et devrions nous développer à des niveaux supérieurs à la fois physiquement, mentalement et socialement, en utilisant des méthodes rationnelles », tandis que le Dr Robin Hanson croit que « le transhumanisme est l'idée que les nouvelles techniques vont probablement tellement modifier le monde d'ici un siècle ou deux que nos descendants ne seront plus “humains” sous de nombreux aspects ».

### Convergence avec les intérêts néolibéraux et capitalistes
Les représentants de la WTA (World Transhumanist Association, rebaptisée Humanity+), considéraient que les forces sociales constituaient un frein potentiel à leurs projets futuristes et qu'il fallait, par conséquent, statuer sur la position à adopter face à elles, mais toutes les organisations transhumanistes ne partageaient pas ce point de vue. En particulier, un problème posé était celui de l'accès équitable des individus de classes sociales et de nationalités différentes aux techniques d'amélioration humaine. En 2006, après une lutte politique dans les rangs du mouvement transhumaniste entre la droite libertarienne et la gauche libérale, la WTA, sous l'égide de son ancien directeur James Hughes, a adopté une posture plus proche du centre gauche,. Toujours en 2006, le conseil d'administration de l'Extropy Institute mit un terme à ses activités, déclarant que sa mission était « accomplie, dans l'essentiel » (« essentially completed »). La WTA a donc pris la place de principale organisation transhumaniste dans le monde. En 2008, la WTA adopta le nom de « Humanity+ » afin de se doter d'une image plus attirante auprès du grand public. Humanity Plus publie H+ Magazine, un périodique publié par R. U. Sirius et qui présente des actualités et des idées du transhumanisme,.
Selon Laurent Alexandre, les grands acteurs de l'Internet (GAFAM, BATX, NATU) ont en ce début de XXIe siècle une démarche transhumaniste, développant sans cesse – et plus rapidement que de nombreux pays – de nouveaux axes de recherches scientifiques sur les nouvelles technologies. Ils disposent pour cela de moyens financiers considérables et de l'agrégation de banques de données colossales, alimentées entre autres par leurs propres réseaux sociaux.
Depuis quelques années, Google est devenu l'un des principaux sponsors du mouvement transhumaniste, notamment par le soutien financier massif des entreprises portant sur les nanotechnologies, biotechnologies, informatique et sciences cognitives (NBIC), et par l'engagement au sein de son équipe dirigeante, en décembre 2012, de Raymond Kurzweil, spécialiste de l'intelligence artificielle, théoricien du transhumanisme et cofondateur de la Singularity University, par ailleurs parrainée financièrement par Google, prônant le concept de singularité technologique, c'est-à-dire l'avènement d'une intelligence artificielle qui « dépassera » les capacités du cerveau humain.
L'ambition du géant de l'internet est ouvertement de réussir à appliquer son modèle de réussite dans le domaine des technologies de l'information à celui des technologies de la santé, afin d'améliorer la qualité de la vie humaine et d'en prolonger la durée, notamment en parvenant à faire de son moteur de recherche la première et la plus performante des intelligences artificielles. Dans la droite ligne de cette progression vers une humanité toujours plus connectée et intelligente, Google développe les Google Glass avec réalité augmentée ou encore les Google Cars à la conduite autonome, et fonde en septembre 2013 l'entreprise Calico avec comme défi la lutte contre le vieillissement et les maladies associées avec le projet de Tuer la mort.[réf. nécessaire]
Pour de nombreux spécialistes[Qui ?], les déclarations sensationnalistes de chercheurs et entrepreneurs lorsqu’ils s'adressent à la presse sont principalement destinées à attirer des investisseurs. Pour ces derniers, les recherches sur le transhumanisme servent surtout à améliorer les procédés de conservation, ce qui constitue un marché porteur auprès de la grande distribution.

## Théorie
La question de la vision du transhumanisme comme une branche du posthumanisme et celle de la conceptualisation du posthumanisme relativement au transhumanisme font débat. Les critiques du transhumanisme, conservateurs, chrétiens ou progressistes,, le perçoivent souvent comme une variante ou une forme plus activiste du posthumanisme, mais des érudits pro-transhumanisme le qualifient aussi de branche de la « philosophie posthumaniste », par exemple. Une propriété commune au transhumanisme et au posthumanisme philosophique est la vision future de nouvelles espèces intelligentes, évolutions de l'humanité, qui la complèteront ou la supplanteront. Le transhumanisme met l'accent sur l'aspect évolutionniste du phénomène, envisageant la création d'un animal doté d'une très grande intelligence grâce à l'amélioration cognitive (c'est-à-dire grâce à la provolution), mais se raccroche à un « futur posthumain », finalité d'une évolution artificiellement perpétrée.
Cependant, l'idée de créer des êtres intelligents artificiels proposée, par exemple, par le roboticien Hans Moravec, a influencé le transhumanisme. Mais les idées de Moravec et le transhumanisme se sont aussi vus dépeints comme une variante « complaisante » ou « apocalyptique » du posthumanisme et ainsi distingués du « posthumanisme culturel » dans les lettres et les arts. Un tel « posthumanisme critique » fournirait matière à repenser les relations entre humains et machines de plus en plus sophistiquées alors que, dans cette perspective, le transhumanisme et les posthumanismes similaires n'abandonnent pas les concepts de l'« individu libre et autonome » mais étendent ses prérogatives au domaine du posthumain. C'est dans ce cadre de pensée que le transhumanisme se perçoit lui-même comme étant la continuité de l'humanisme et de l'esprit des Lumières.
Certains humanistes voient dans le transhumanisme la progéniture du mouvement de libre-pensée. Ils soutiennent que les transhumanistes se distinguent des humanistes traditionnels en ce qu'ils se concentrent tout particulièrement sur les apports de la technique aux problèmes humains et au problème de la mort.
Cependant, d'autres progressistes affirment que le posthumanisme, philosophique comme activiste, se détourne des préoccupations de justice sociale, de réforme des institutions humaines et d'autres centres d'intérêt des Lumières et incarne en fait un désir narcissique de transcendance du corps humain, en quête d'une manière d'être plus intense, plus vive, plus exquise. De ce point de vue, le transhumanisme abandonne les visées de l'humanisme, de la philosophie des Lumières et des politiques progressistes.

### Buts
Bien que théoriciens et partisans du transhumanisme cherchent à exploiter la raison, la science et la technologie afin de contrer la pauvreté, la maladie, le handicap et l'insuffisance alimentaire dans le monde, le transhumanisme, lui, se distingue par l'intérêt particulier qu'il porte à l'application des techniques à l'amélioration du corps humain à l'échelle individuelle.[pas clair] Beaucoup de transhumanistes contribuent activement à l'estimation des apports possibles des techniques futures et des systèmes sociaux innovants à la qualité du vivant en général, tout en recherchant la réalisation pratique, par l'élimination des barrières congénitales du physique et du mental, de l'idéal d'égalité aux sens légal et politique.[pas clair]
Les philosophes transhumanistes soutiennent non seulement qu'il existe un impératif éthique de perfectionnisme, impliquant que les humains s'efforcent au progrès et à l'amélioration de leur condition, mais aussi qu'il est possible et souhaitable que l'humanité entre dans une ère transhumaine, où les humains auront le contrôle de leur évolution. Dans une telle ère, l'évolution naturelle serait remplacée par une transformation délibérée.
Certains théoriciens, comme Raymond Kurzweil, considèrent que le rythme du changement technologique est en train de s'accélérer et que les cinquante prochaines années verront apparaître non seulement des avancées technologiques radicales, mais aussi une singularité technologique, un point d'inflexion qui changera la nature même de l'homme. La plupart des transhumanistes considèrent cette rupture comme désirable, mais mettent en garde contre les dangers inhérents à une accélération brutale du progrès technologique. Ainsi, ils jugent nécessaire la responsabilisation de tous les acteurs de ce progrès pour éviter toute dérive grave. Par exemple, Nick Bostrom a abondamment écrit sur la possibilité que le progrès technologique puisse présenter un risque existentiel à l'humanité.
Pour le cybernéticien anglais Kevin Warwick, « Il y aura des gens implantés, hybrides, et ceux-ci domineront le monde. Les autres, qui ne le seront pas, ne seront pas plus utiles que nos vaches actuelles gardées au pré. […] Ceux qui décideront de rester humains et refuseront de s'améliorer auront un sérieux handicap. Ils constitueront une sous-espèce et formeront les chimpanzés du futur. »

### Éthique
Les transhumanistes s'engagent dans des approches interdisciplinaires pour comprendre et évaluer les possibilités de dépasser les limitations biologiques. Ils s'appuient sur la futurologie dont les divers domaines de l'éthique tels que la bioéthique, l'infoéthique, la nanoéthique, la neuroéthique, la roboéthique, et la technoéthique proviennent principalement mais pas exclusivement d'une philosophie utilitariste, et d'une perspective libérale du progrès social, politique et économique. Contrairement à beaucoup de philosophes, critiques sociaux, et activistes qui placent une valeur morale sur la préservation des systèmes naturels, les transhumanistes voient au mieux le concept spécifique de ce qui est « naturel » comme problématiquement nébuleux, et au pire comme un obstacle au progrès. En relation avec cela, beaucoup des principaux défenseurs du transhumanisme jugent les critiques de ce dernier provenant de la droite et de la gauche politique, comme « bioconservateurs », ou « néo-luddistes », ce dernier terme faisant allusion au mouvement social du XIXe siècle de l'anti-industrialisation, opposé au remplacement des travailleurs humains par des machines.

## Idéologies et pratiques

Les couleurs du drapeau anarcho-transhumaniste représentées par une alliance entre le bleu et le noir. La couleur noire symbolise l'Anarchie, tandis que le bleu peut représenter le ciel, l'avenir, l'horizon lointain et l'infini.

Il y a une variété d'opinions au sein de la pensée transhumaniste. Beaucoup des principaux penseurs transhumanistes ont des vues qui sont constamment révisées et en développement. Quelques courants distinctifs du transhumanisme sont identifiés et listés ici dans l'ordre alphabétique :
1. L'abolitionnisme[64], qui vise à supprimer toute forme de souffrance physique, mentale et à terme la mort humaine[65]
2. L'anarcho-transhumanisme[66] : une pensée libertaire et anticapitaliste où le but est de viser à pouvoir étendre les libertés physiques autant que l'on vise à étendre les libertés sociales. La liberté sociale est inséparable de la liberté matérielle, et cette liberté a pour but d’élargir les possibilités humaines et les capacités d’engagement et d'action des êtres humains sur le monde. La technologie est un enjeu politique et démocratique, elle doit être saisie et transformée à des fins émancipatrices.
3. Le transhumanisme démocratique, synthèse de la social-démocratie et du transhumanisme[67].
4. L'extropianisme.
5. L'immortalisme fondé sur l'idée que l'immortalité est technologiquement possible et désirable[68],[69]
6. Le postsexualisme, la recherche de l'élimination volontaire du genre dans l'espèce humaine par l'application de biotechnologies et de technologies de reproduction assistée.
7. Le singularitarianisme fondé sur l'idée qu'une singularité technologique est possible et souhaitable[58].
8. Le technogaïanisme (en), une démarche écologique fondée sur l'idée que le progrès technologique peut permettre de restaurer l'écosystème notamment par le biais des technologies alternatives[67].
9. L'uplifting, également connu sous le nom de transbiologisme, considère que l'humanité a le devoir d'amener les autres espèces au même niveau « d'intelligence » et de « civilisation ».
10. Le transhumanisme libertarien (en).

### Spiritualité
Bien que quelques transhumanistes disent adhérer à une idéologie spirituelle laïque, ils sont pour la plupart athées. Une minorité de transhumanistes, cependant, suivent des formes libérales de traditions de la philosophie orientale comme le bouddhisme et le yoga ou ont fait fusionner leurs idées transhumanistes avec des religions occidentales établies telles que le christianisme libéral ou le mormonisme. En dépit de l'attitude séculaire qui prévaut, quelques transhumanistes entretiennent des espoirs traditionnellement épousés par les religions, comme l'immortalité, pendant que de nouveaux mouvements religieux controversés, nés vers la fin du XXe siècle, ont explicitement embrassé les buts transhumanistes de transformation de la condition humaine, en appliquant la technique d'altération du corps et de l'esprit, tel que le mouvement raëlien. Cependant, la plupart des penseurs associés au mouvement transhumaniste se focalisent sur les buts pratiques de l'utilisation de la technologie pour allonger la durée de la vie et améliorer la santé, tout en spéculant sur le fait que la compréhension future de la neurothéologie et de l'application de la neurotechnologie permettraient aux humains de gagner un plus grand contrôle sur les états modifiés de conscience, qui sont communément interprétés comme des « expériences spirituelles », et permettraient ainsi d'accéder à une connaissance de soi plus profonde.
La majorité des transhumanistes sont des matérialistes qui ne croient pas en une âme humaine transcendante. La théorie de la personnalité transhumaniste est également contre l'identification unique des acteurs moraux et des sujets avec les humains biologiques, jugeant comme spéciste l'exclusion des non-humains, des para-humains et des machines sophistiquées, d'un point de vue éthique.
Le premier dialogue entre le transhumanisme et la foi était l'objectif d'un séminaire académique ayant eu lieu à l'Université de Toronto en 2004. Parce que cela pourrait servir quelques-unes des mêmes fonctions que les gens ont traditionnellement associées à la religion, les religieux et critiques séculaires ont maintenu que le transhumanisme était lui-même une religion ou, au minimum, une pseudoreligion. Les critiques religieuses à elles seules ont pris en défaut la philosophie du transhumanisme comme n'offrant aucune vérité éternelle ni aucune relation avec le divin. Elles ont argumenté qu'une philosophie dépossédée de ces croyances laisse l'humanité à la dérive dans une mer brumeuse du cynisme postmoderne et de l'anomie. Les transhumanistes ont répondu que de telles critiques reflètent un échec du regard sur le contenu actuel de la philosophie transhumaniste, qui loin d'être cynique, est enraciné dans des attitudes optimistes, idéalistes, qui nous ramènent aux Lumières. Suivant ce dialogue, William Sims Bainbridge a conduit une étude pilote, publiée dans le Journal de l'évolution et de la technologie, suggérant que les attitudes religieuses sont négativement corrélées avec l'acceptation des idées transhumanistes, et indiquant que les individus avec des visions du monde très religieuses tendent à percevoir le transhumanisme comme étant un affront direct, compétitif (bien qu'ultimement futile), de leurs croyances spirituelles.
Depuis 2009, l’American Academy of Religion organise un atelier « Transhumanisme et Religion » lors de son meeting annuel durant lequel des universitaires de l’étude des religions cherchent à identifier et évaluer de manière critique toute croyance religieuse implicite sous-tendant les assertions et postulats transhumanistes, en plus d’évaluer comment le transhumanisme défie les traditions religieuses de développer leurs propres idées du futur de l’humanité[pas clair], en particulier la perspective de la transformation humaine, par la technologie ou par tout autre moyen, et enfin cherche à fournir une évaluation critique et constructive d’une vision du futur qui donne une place importante aux nanotechnologies, à la robotique, et aux technologies de l’information afin d’accéder à l’immortalité virtuelle[Quoi ?] et créer une « espèce posthumaine supérieure ».

### Téléchargement de l'esprit
Certains croient en la compatibilité entre les esprits humains et le matériel informatique, avec l'implication théorique que la conscience humaine serait un jour transférée dans des médias alternatifs, une technique spéculative communément connue comme « téléchargement de l'esprit ». Une formulation extrême de cette idée peut-être trouvée dans la proposition de Frank Tipler du point Omega. En s'inspirant d'idées du digitalisme, Tipler a avancé l'idée que l'effondrement de l'Univers dans des milliards d'années pourrait créer les conditions pour la perpétuation de l'humanité dans une réalité simulée à l'intérieur d'un mégaordinateur, et achèverait ainsi la forme du « Dieu post-humain ». La pensée de Tipler a été inspirée – bien qu'il ne s'agisse pas d'un transhumaniste – par les écrits de Pierre Teilhard de Chardin, un paléontologue et théologien jésuite qui a vu une cause finale évoluant dans le développement d'une noosphère, une conscience globale.[précision nécessaire]
L'idée de télécharger une personnalité dans un substrat non biologique et ses hypothèses sous-jacentes sont critiquées par un large panel d'universitaires, scientifiques et activistes, quelquefois à l'égard du transhumanisme lui-même, quelquefois à l'égard de penseurs tels que Marvin Minsky ou Hans Moravec qui sont souvent vus comme ses initiateurs. Relativement aux hypothèses sous-jacentes, comme l'héritage de la cybernétique, certains ont fait valoir que cet espoir matérialiste engendre un monisme spirituel, une variante de l'idéalisme philosophique. Vu d'une perspective conservatrice chrétienne, l'idée de télécharger l'esprit est affirmée comme représentant un dénigrement du corps humain caractéristique de la croyance gnostique. Le transhumanisme et ses progéniteurs intellectuels présumés ont aussi été décrits comme « néo-gnostiques » par les commentateurs non chrétiens et séculaires,.

### Modification du cerveau
Tandis que quelques transhumanistes ont une approche abstraite et théorique sur les bénéfices des techniques émergentes, d'autres ont donné des propositions précises pour des modifications du corps humain. Les transhumanistes s'intéressent souvent aux méthodes d'amélioration du système nerveux humain, bien que certains proposent l'amélioration de la mémoire et de certaines capacités du cerveau par un exocortex ou par la modification du système nerveux périphérique. Le cerveau étant considéré comme le dénominateur commun de la personnalité, il est donc l'objectif principal des ambitions transhumanistes.
En tant que partisans du développement personnel et des modifications corporelles, les transhumanistes tendent à utiliser les techniques existantes qui sont supposées améliorer les performances cognitives et physiques, tout en expérimentant des méthodes et styles de vie destinés à améliorer la santé et la longévité. Quelques transhumanistes d'âge avancé expriment leur regret quant au fait qu'ils ne pourront récolter les bénéfices des futures techniques de leur vivant. Cependant, beaucoup ont un grand intérêt pour les stratégies d'extension de la vie, et pour le financement de recherches sur la cryonie, afin d'en faire une option viable de dernier recours plutôt que de la laisser comme méthode non éprouvée[Quoi ?]. Les communautés transhumanistes régionales et internationales aux objectifs divers ont créé des réseaux et des forums pour discuter et mener des projets en commun.

### Approche technologique

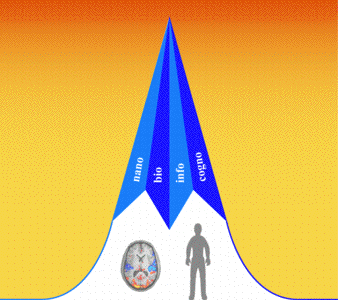
Converging Technologies, un rapport de 2002 explorant le potentiel de synergie des nano- et biotechnologies, est devenu un repère pour la spéculation en ce qui concerne les technologies développables dans un futur proche.

Les transhumanistes soutiennent l'émergence et la convergence de techniques telles que la nanotechnologie, la biotechnologie, les techniques de l'information et de la communication et la science cognitive (NBIC) ainsi que d'hypothétiques sciences futures comme la réalité simulée, l'intelligence artificielle forte, le téléchargement de l'esprit et la cryonie. Ils pensent que les humains peuvent et doivent utiliser ces techniques pour devenir plus que des humains Ils sont de plus partisans de la reconnaissance et/ou de la protection de la Libre-pensée, de la Libre-Apparence[Quoi ?], et de la Libre-Procréation[Quoi ?] en tant que droits civiques, et ce afin de garantir aux individus et à leurs enfants le choix d'utiliser les technologies d'amélioration de l'humain. Certains d'entre eux spéculent sur le fait que les techniques d'amélioration de l'humain et d'autres technologies émergentes faciliteront peut-être des améliorations plus radicales de l'homme à l'aube du XXIe siècle.
Un rapport de 2002, Technologies de conversions pour l'amélioration des performances humaines, missionné par la Fondation Scientifique Nationale[réf. nécessaire] et le département américain du Commerce[réf. nécessaire], contient des descriptions et des commentaires sur l'état des sciences et des technologies NBIC, établis par des contributeurs majeurs de ce domaine. Le rapport discute des usages potentiels de ces technologies dans l'implémentation des buts transhumanistes d'amélioration des performances et de santé, et des travaux en cours concernant les applications des technologies d'amélioration de l'humain dans l'Armée et dans la rationalisation de l'Interface homme-machine dans l'Industrie.
Alors que les discussions internationales sur les technologies convergentes et les concepts des NBIC génèrent de nombreuses critiques sur leurs orientations transhumanistes et leurs acteurs presque sortis de la science-fiction,,, les recherches sur les technologies d'altération du cerveau et du corps ont été accélérées sous la tutelle du département américain de la Défense, intéressé par les avantages que celles-ci pourraient apporter sur le champ de bataille à leurs supersoldats, pour les États-Unis et leurs alliés.

## Aspects politiques
Selon l'Association Française Transhumaniste, il est naturel, donc politiquement neutre, d'« accompagner et encourager les innovations scientifiques et techniques propices à l'accroissement du potentiel physique et intellectuel de l'homme ». Aussi, le transhumanisme n'est-il jugé ni prosélyte, ni militant. Pour ses partisans, « les gens adhéreront forcément au but dès que les techniques seront là – certains, en quête de plus "d'intelligence", d'autres d'échapper à la maladie et/ou la mort. »

### Capitalisme et néolibéralisme
Pour d'autres, le transhumanisme est loin d'être politiquement neutre. Ainsi par exemple les exégètes de la pensée de Jacques Ellul, y voient un prolongement direct du capitalisme et plus généralement de l'idéologie productiviste. Si, selon eux, « le transhumanisme n’est pas un sujet de débat », 

« [c'est qu']il est dans l’air du temps. Après tout, la médecine ne s’appuie-t-elle pas déjà tout entière sur la science et la technique ? “L’homme” n’accueille t-il pas déjà en son corps toutes sortes de substances et d’artefacts ?… C’est oublier là que tous les hommes ne bénéficient pas d’un système de santé mais seuls les ressortissants des pays les plus industrialisés de la planète, tandis que des millions d’autres n’accèdent pas aux besoins de base. La technique (étant) la chose la moins démocratique qui soit, surtout dans le domaine de la santé, voici que, dans nos pays précisément, certains en veulent plus. Ils aimeraient pouvoir recourir aux prothèses sans nécessairement être malades, juste pour se doper, augmenter leurs capacités physiques, intellectuelles et morales, voire s’attribuer des capacités inédites. Si le transhumanisme s’apparente au capitalisme, c’est d’abord parce qu’il renforce les inégalités. »

En 1990, un code plus formel et concret pour les transhumanistes libertariens prend la forme des Principes transhumanistes d'Extropie, l'extropianisme étant une synthèse du transhumanisme et du néolibéralisme.
Et, finalement, en 1999, l'Association transhumaniste mondiale, dont les membres sont dans leur immense majorité des centristes convaincus des vertus de la démocratie libérale, rédige et adopte la Déclaration transhumaniste :
1. L’avenir de l’humanité va être radicalement transformé par la technologie. Nous envisageons la possibilité que l’être humain puisse subir des modifications, telles que son rajeunissement, l’accroissement de son intelligence par des moyens biologiques ou artificiels, la capacité de moduler son propre état psychologique, l’abolition de la souffrance et l’exploration de l’univers.
2. Des recherches méthodiques devraient être menées pour comprendre ces futurs changements ainsi que leurs conséquences à long terme.
3. Les transhumanistes croient que, en étant généralement ouverts à l’égard des nouvelles techniques et en les adoptant, nous favoriserions leur utilisation à bon escient au lieu d’essayer de les interdire.
4. Les transhumanistes prônent le droit moral, pour ceux qui le désirent, de se servir de la technologie pour accroître leurs capacités physiques, mentales ou reproductives et d’être davantage maîtres de leur propre vie. Nous souhaitons nous épanouir en transcendant nos limites biologiques actuelles.
5. Pour planifier l’avenir, il est impératif de tenir compte de l’éventualité de ces progrès spectaculaires en matière de techniques. Il serait catastrophique que ces avantages potentiels ne se matérialisent pas à cause de la technophobie ou de prohibitions inutiles. Par ailleurs, il serait tout aussi tragique que la vie intelligente disparaisse à la suite d’une catastrophe ou d’une guerre faisant appel à des techniques de pointe.
6. Nous devons créer des forums où les gens pourront débattre en toute rationalité de ce qui devrait être fait ainsi que d’un ordre social où l’on puisse mettre en œuvre des décisions responsables.
7. Le transhumanisme englobe de nombreux principes de l’humanisme moderne et prône le bien-être de tout ce qui éprouve des sentiments qu’ils proviennent d’un cerveau humain, artificiel, post-humain ou animal. Le transhumanisme n’appuie aucun politicien, parti ou programme politique.
8. Nous prônons une large liberté de choix quant aux possibilités d'améliorations individuelles. Celles-ci incluent les techniques qui pourraient être développées afin d'améliorer la mémoire, la concentration, l'énergie mentale ; des thérapies permettant d'augmenter la durée de vie ou d'influencer la reproduction ; la cryonie ; et beaucoup d'autres techniques de modification et d'augmentation de l'espèce humaine.

Autrement, il existe également un courant anti-capitaliste faisant partie du courant du transhumanisme : l'anarcho-transhumanisme.

### Rapport à la technique
Le transhumanisme s'inscrit dans une optique explicitement technophile qui se décline principalement dans le mouvement New Age : toutes les recherches sont encouragées, y compris celles qui prêtent à controverse, par exemple le génie génétique appliqué aux humains ou le téléchargement de tout ou partie d'un cerveau humain sur ordinateur. Considérant que les avancées de la technique mènent à la création d'une intelligence artificielle dont les capacités peuvent dépasser celles des humains, les transhumanistes appellent de leurs vœux le remplacement pur et simple de l'espèce humaine par une nouvelle : le cyborg[réf. nécessaire]. C'est pourquoi le transhumanisme est souvent appelé post-humanisme[réf. nécessaire].
Son étude pose la nécessité d'une analyse approfondie du machinisme et de la technique. Au milieu du XXe siècle, plusieurs intellectuels se mobilisent sur ces questions, dont le philosophe allemand Martin Heidegger et le sociologue français Jacques Ellul. En 1954, dans La Technique ou l'enjeu du siècle, ce dernier considère que la technique a changé de statut : elle a cessé d'être « un vaste ensemble de moyens assignés chacun à une fin », elle s'est muée en « milieu environnant à part entière » pour devenir « un phénomène complètement autonome […] échappant de plus en plus au contrôle de l'homme et faisant peser sur lui un grand nombre de déterminations ». Ellul précise qu'on ne peut critiquer la technique sans se référer à des considérations métaphysiques : « Ce n'est pas la technique qui nous asservit mais le sacré transféré à la technique ».
Certains analystes[Qui ?] observent que le rythme du développement technologique accuse une augmentation régulière, ce qui conduit de nombreux futuristes à spéculer que les cinquante prochaines années vont conduire à des avancées technologiques radicales.[précision nécessaire] Par conséquent, ils pensent qu'un nouveau paradigme pour penser l'avenir de l'humanité a commencé à prendre forme. La condition humaine, disent-ils, n'est pas aussi constante qu'elle l'a semblé, et des innovations futures autoriseront les humains à transformer leurs caractéristiques physiques, émotionnelles et cognitives comme ils le désireront. Certains[Qui ?] arguent que le développement constant de l'intelligence artificielle aboutira, à un horizon variable, à l'apparition d'un ordinateur doté de capacités supérieures à celle d'un cerveau humain, y compris en termes de créativité, et qu'il en résultera un emballement technologique qui fera constamment avancer les techniques de transhumanisme et permettra à la création d'une sorte d'« évolution technologique » constante.[pas clair]

## Art et culture
Les thèmes du transhumanisme ont pris une place de plus en plus importante dans diverses formes littéraires pendant l'émergence du mouvement. Depuis le début du XXIe siècle, sont parues de nombreuses œuvres de fiction qui font écho aux thèmes et préoccupations du courant transhumaniste – que ce soit pour les illustrer ou pour les critiquer. Quelques chercheurs ont d'ores et déjà développé des concepts visant à nommer un certain nombre de productions littéraires traversées par les thèmes transhumanistes : « le roman du posthumain » ou encore « la littérature du posthumain ». En marge de la science-fiction de type cyberpunk et de la dystopie, une nouvelle forme littéraire, la fiction posthumaniste, élabore un espace romanesque inédit qui représente et questionne le devenir annoncé de l’humanité, de sa réalité biologique et de son organisation sociale. Quant a elle, la science-fiction contemporaine contient souvent des représentations positives d'une vie humaine technologiquement améliorée au sein d'une utopie (spécialement dans des techno-utopies). Néanmoins, la représentation par la science-fiction d'un être humain amélioré ou de toute autre sorte de posthumain est fréquemment accompagnée d'une mise en garde. Dans certaines œuvres, la mise en garde se transforme en malédiction. C’est le constat de Marc Atallah, directeur de la Maison d'Ailleurs – Musée de la science-fiction, de l’utopie et des voyages extraordinaires : « La science-fiction ose exprimer, en le représentant, le paradoxe selon lequel le transhumanisme veut parfaire le corps et, ce faisant, accomplir les idéaux rêvés par une modernité rationaliste, mais elle n’oublie pas de montrer qu’en procédant de la sorte, ce rêve risque bien de se muer en malédiction. » Les scénarios les plus pessimistes incluent de nombreuses histoires horrifiques ou dystopies concernant des histoires de bioingénierie humaine ayant mal tourné. Dans les décennies précédant immédiatement l'émergence du transhumanisme comme un mouvement à part entière, de nombreux thèmes et concepts transhumanistes ont commencé à apparaître dans les œuvres de Robert A. Heinlein (L'Histoire du futur, mettant en scène Lazarus Long, 1941–87), A. E. van Vogt (Slan, 1946), Isaac Asimov (I, Robot, 1950), Arthur C. Clarke (Childhood's End, 1953), Jimmy Guieu (L'Ère des Biocybs, 1960), Cordwainer Smith (The Boy Who Bought Old Earth, 1964) et Stanislaw Lem (Cyberiad, 1967).
Le genre cyberpunk, dont les œuvres de William Gibson (Neuromancer, 1984) et Bruce Sterling (Schismatrix, 1985) sont de parfaits exemples, s'est particulièrement intéressé aux modifications du corps humain. Parmi les œuvres reprenant les thèmes transhumanistes, on peut signaler : Blood Music (1985) par Greg Bear ; The Xenogenesis Trilogy (1987-1989) par Octavia Butler ; L'une rêve et l'autre pas (1990-94) par Nancy Kress ; beaucoup de travaux de Greg Egan depuis le début des années 1990, comme La Cité des permutants (1994) et Diaspora (1997) ; The Bohr Maker (1995) par Linda Nagata ; Le Dernier Homme (2003) par Margaret Atwood ; Les Particules élémentaires (1998) et La Possibilité d'une île (2005) par Michel Houellebecq ; Glasshouse (2005) par Charles Stross. Nombre de ces travaux sont considérés comme faisant partie du mouvement cyberpunk, ou de sa ramification, le postcyberpunk. Dans son dernier opus, Inferno, publié en mai 2013, l'auteur Dan Brown utilise la philosophie transhumaniste comme vecteur des délires mortifères du professeur Zobrist. Les personnages de Zobrist et de sa disciple Sienna Brooks sont inspirés de Julian Huxley et de Fereidoun M. Esfandiary plus connu sous l'acronyme FM 2030.
Les fictions transhumanistes sont également devenues populaires dans les autres médias durant la fin du XXe siècle et le début du XXIe. Celles traitant du corps humain se retrouvent dans les comics (Captain America, 1941 ; Iron Man, 1963 ; Him, 1967 ; Transmetropolitan, 1997), le cinéma (2001, l'Odyssée de l'espace, 1968 ; Blade Runner, 1982 ; Bienvenue à Gattaca, 1997 ; REPO! the Genetic Opera, 2008 ; Iron Man, 2008), les séries télévisées (les Cybermen du Doctor Who, 1966 ; L'Homme qui valait trois milliards, 1973 ; les Borg de Star Trek: The Next Generation, 1989 ; Orphan Black, 2013), les mangas (Gunnm, 1995, et Gunnm Last Order, 2001 et encore en production), les films d'animation et séries animées (Galaxy Express 999, 1978 ; Appleseed, 1985 ; Bionic Six ; 1987, Ghost in the Shell, 1989 ; Gundam Seed, 2002), les jeux vidéo (Metal Gear Solid, 1998 ; Deus Ex, 2000 ; Half-Life 2, 2004 ; BioShock, 2007 ; Deus Ex: Human Revolution, 2011 ; Deus Ex : Mankind Divided, 2016), et les jeux de rôles (Shadowrun, 1989 ; Transhuman Space, 2002).
Alastair Reynold aborde également le transhumanisme au travers de son Cycle des Inhibiteurs, principalement par ses personnages Ultras et Conjoineurs.
Jacques Attali, dans Une brève histoire de l'avenir, paru en 2006, voit dans le transhumain la porte de sortie de l'"hyperempire"[réf. nécessaire], un monde chaotique qu'il décrit comme dominé par les mutations technologiques et débouchant sur un conflit généralisé vers 2050.

### Transformations corporelles
En plus du travail de Natasha Vita-More, conservatrice du centre d'art et de culture transhumaniste, les thèmes transhumanistes concernent les arts visuels et les arts du spectacle. L'art charnel, une forme de sculpture initiée par l'artiste française Orlan, utilise le corps humain comme matériau de base et la chirurgie plastique comme méthode de création. Certains ont pointé du doigt le chanteur nord-américain Michael Jackson pour avoir utilisé des techniques telles que la chirurgie plastique, les drogues permettant l'éclaircissement de la peau ou les thérapies de la médecine hyperbare, avec pour effet de transformer sa persona artistique de manière à brouiller les identifiants de son genre, de sa race et de son âge. Le travail de l'artiste australien Stelarc se centre sur l'altération de son corps par la robotique et les greffes de tissu. D'autres artistes ont vu leur travail coïncider avec l'apparition et l'épanouissement du mouvement transhumaniste et explorent des thèmes liés à la transformation du corps, par exemple l'artiste de scène yougoslave Marina Abramovic et le nord-américain Matthew Barney. En 2005, une exposition appelée « Becoming Animal » au musée d'art contemporain du Massachusetts, présente des œuvres de douze artistes dont le travail explore les effets de la technologie dans la disparition de la limite entre les humains et les non-humains.

### Thèmes abordés récurrents
La question transhumaniste est le sujet de plusieurs fictions cinématographiques ou romans d'anticipation, tel Limbo de Bernard Wolfe. Le film Bienvenue à Gattaca expose la lutte d'un homme non transformé, avec ses défauts et ses qualités, dans un monde où l'amélioration eugénique et bio-technologique est devenue la règle. Le roman Globalia de Jean-Christophe Rufin présente un monde où les humains sont dans une sorte d'état mondial.[pertinence contestée]
Le sujet d'un monde dirigé par les machines est représenté par des dystopies au cinéma : aussi appelé « l'argument Terminator », en référence au film de même nom dans lequel, Skynet, une intelligence artificielle planétaire devenue consciente, décide d'exterminer l'humanité pour éviter d'être « débranchée » par ses créateurs. Voir aussi la trilogie Matrix ou I, Robot.
Le jeu-vidéo traite également du transhumanisme, comme dans Remember Me où on se fait greffer une puce pour contrôler sa mémoire comme on le souhaite, et surtout la série Deus Ex qui est considérée comme la référence du sujet puisqu'on y traite des personnes augmentées, des risques que ces dernières encourent si elles ne prennent pas un certain traitement, et de la haine des personnes « pures » (sans augmentation) vis-à-vis des augmentés, qui incarne une nouvelle forme de discrimination et de stigmatisation.

## Critiques
Les critiques du transhumanisme et de ses propositions prennent deux formes principales : les objections visant la probabilité de concrétisation des objectifs transhumanistes (critiques pratiques), et celles s'opposant à leurs principes moraux sous-jacents ou à leur vision mondialiste (critiques éthiques). Toutefois, ces deux formes de critiques convergent et se chevauchent parfois.
Diverses sources de la communauté scientifique ont classé certains éléments du transhumanisme parmi les sciences marginales,. La notion de développement humain et les sujets connexes ont soulevé de nombreuses controverses. La critique du transhumanisme a pris deux directions distinctes : une critique pragmatique concernant les objectifs de ce courant, et une critique morale des principes du transhumanisme.
Des critiques ou des détracteurs considèrent souvent les objectifs transhumanistes comme « de véritables menaces pour les valeurs humaines ». Certains font également valoir que l'insistance transhumaniste pour l'amélioration de la condition humaine pourrait détourner l'attention et les ressources des solutions sociales. En soutenant les changements technologiques en faveur de la société, la plupart des critiques contre les transhumanistes vont cependant dans leur sens quand ils attendent de la technologie des progrès sociaux dans des domaines tels que les communications ou la santé. Parfois, les désaccords sont cependant importants au sujet des principes implicites, avec des vues divergentes sur l'humanité, la nature humaine, et l'éthique des aspirations transhumanistes. Au moins un organisme d'intérêt public, l'organisation nord-américaine Center for Genetics and Society, a été formé, en 2001, avec l'objectif de s'opposer au projet transhumaniste de modifier génétiquement les hommes, comme par le clonage ou la technologie du choix germinal[Quoi ?]. L'Institut sur la biotechnologie et l'avenir de l'homme du Chicago-Kent College of Law fait une analyse critique des applications de la génétique et des nanotechnologies à la biologie humaine dans un cadre universitaire.
Le sociologue Max Dublin accuse les prédictions du transhumanisme d’être fanatiques, scientistes, et nihilistes, voyant des parallèles possibles avec certaines religions millénaristes et les doctrines communistes.
Kevin Kelly du magazine Wired déclare que l’optimisme des transhumanistes est dû à leur désir d’être sauvés de leur propre mort.
L'Association internationale Jacques Ellul, plus précisément le groupe Marseille-Aix, anime en 2011-2012 un groupe de réflexion portant sur une critique du transhumanisme depuis le concept d'« autonomie de la technique », développé par Jacques Ellul à partir de 1954 dans son livre La Technique ou l'enjeu du siècle.
Pour Jacques Testart, « l’utopie transhumaniste est cohérente avec des intérêts puissants comme avec la paresse intellectuelle pour penser un autre monde ».
Pour Pierre Le Vigan[Qui ?], le transhumanisme qui se voudrait une nouveauté n'est ni plus ni moins par sa recherche de l'avènement d'un « homme nouveau » que l'expression d'un « nouveau totalitarisme ».
Pour le sociologue Bernard Lahire, le concept de transhumanisme est vide de sens : sous couvert, en effet, de se présenter comme un avenir souhaitable pour l'humanité, ce concept ne fait qu'énoncer une série de caractéristiques propres à l'humanité dans son ensemble depuis qu'elle existe.
Le philosophe et historien des sciences Michel Serres est également critique, précisant que ce mouvement n’est connu que parce qu’il est financé au moins en partie par Google,.

### «Jouer à Dieu»
Les critiques faisant référence à l’idée que les transhumanistes joueraient à Dieu proviennent de sources diverses, religieuses ou non.
Pour Laurent Alexandre, « avec le transhumanisme, un nouveau paradigme religieux émerge : ce n’est plus le renoncement de l’athée qui se voit seul dans l’Univers, c’est désormais l’affirmation fière de ce que l’homme peut tout faire, y compris créer du vivant et se recréer lui-même ».
Une déclaration du Vatican de 2004, intitulée « Communion et service : la personne humaine créée à l’image de Dieu » stipule que « changer l’identité génétique de l’homme en tant que personne humaine par la production d’un être infra-humain est radicalement immoral », ajoutant que « le recours à la modification génétique pour produire un surhomme ou un être doté de facultés spirituelles essentiellement nouvelles est impensable, puisque le principe de la vie spirituelle de l’homme […] n’est pas produit par des mains humaines », et puisque la véritable amélioration ne peut survenir que par l’expérience religieuse et la théosis.

### Arguments du «mépris de la chair» et «peur de la mort»
Jean-Claude Guillebaud voit dans le projet transhumaniste une haine de la chair et du corps qu'il dénonce comme une nouvelle forme de pudibonderie : « Un peu partout, le corps est ainsi présenté comme une vieillerie encombrante, symbole de finitude, de fragilité et de mort. À mots couverts, c’est bien une nouvelle pudibonderie scientiste qui s’élabore. Elle renoue très curieusement avec le rigorisme de la Gnose des premiers siècles que les Pères de l’Église avaient combattu. Cette néo-pudibonderie scientiste ajoute ainsi ses effets à la rétractation, elle aussi puritaine, perceptible dans le champ religieux. »
Des entreprises surfent sur cette vague idéologique en considérant que le corps est imparfait par nature et mériterait d'être « réparé » grâce à des procédés technologiques. Ces arguments servent de justification pour mettre en place des stratégies commerciales jouant sur l'urgence de modifier l'humanité avant que les catastrophes inhérentes à ses actions sur l'environnement ne l'empêchent définitivement d'évoluer.

### Imposition d'une surenchère technologique… au nom dubonheur
Selon les intellectuels se situant dans la mouvance de Jacques Ellul, tel l'écrivain Jean-Claude Guillebaud, qui fut son élève :

« Le transhumanisme vient combler le décalage existant entre les réalisations techniques dont l’homme s’est montré capable au cours de l’Histoire et l’infirmité meurtrière de son cheminement éthique, moral et politique. Même si ses adeptes s’en défendent, il se présente comme une eschatologie (du grec eskhatos, “dernier”, et logos, “discours”), c’est-à-dire une annonce des fins dernières de l’homme et du monde. […] Le terme technoprophète ne relève [donc] pas exclusivement de l’ironie [car] il renvoie à des réflexions émanant d’esprits brillants, de savants reconnus, d’intellectuels diplômés. […] Le préfixe “techno” souligne le fait que les prophètes en question s’en remettent à la technique – et souvent à elle seule – pour remédier aux malheurs du monde et tempérer la désespérance des hommes. »

Plus généralement, les elluliens considèrent que le concept transhumaniste de singularité renvoie à la thèse défendue par Ellul dès 1954 (dans son ouvrage La Technique ou l'Enjeu du siècle), selon laquelle la technique est devenue un phénomène totalement autonome : l'homme n'en définit pas plus les objectifs qu'il n'en contrôle les conséquences.
Quant à « l'impératif hédoniste » défendu par le transhumaniste David Pearce, les elluliens n'y voient qu'une manifestation de « l'idéologie du bonheur », telle qu'Ellul la définit en 1967 dans son livre Métamorphose du bourgeois. Idéologie que l'on peut résumer ainsi : si les hommes laissent entièrement carte blanche à la technique, c'est dans un but qu'ils ne s'avouent pas à eux-mêmes, encore moins à autrui, celui d'affirmer leur volonté de puissance. Mais pour laisser libre cours à celle-ci tout en conservant leur bonne conscience, ils justifient le développement technique par la quête de leur propre bonheur, celui-ci étant compris au sens étroit du terme : le confort strictement matériel. Les elluliens considèrent donc que le transhumanisme puise ses fondements dans l’utilitarisme, pour qui « le critère de toute action est ce qui maximise le bien-être global ».

### Critique existentialiste
Un courant de pensée qu’on pourrait qualifier d’« existentialiste » émet une remarque marginale, mais fondamentale, sur le transhumanisme. Il ne porte ni sur la faisabilité technique du transhumanisme ni sur son éthique (ce qui ne veut pas dire qu’il le cautionne), mais insiste sur la valeur existentielle unique et insurpassable de l’être humain. Selon ce courant, l’être humain, à cause de ses fragilités, à cause de sa position inconfortable entre chair et esprit a atteint à une « existentialité » insurpassable. L’être humain est un éternel inquiet, au sens pascalien du terme, c’est-à-dire toujours à la recherche de lui-même. C’est ce qui fait de lui cet existant maximal. Toute amélioration de l’être humain, si souhaitable soit-elle (car, reconnaissent ces auteurs[Lesquels ?], la condition humaine est dure, l’histoire humaine est une longue suite de drames et tragédies ponctuées de quelques instants d’illumination et de bonheur), aboutirait pourtant, en modifiant ce délicat équilibre entre chair et esprit, à une diminution de l’existentialité de l’être humain. Le transhumain, qui sera un humain amélioré ne sera pas plus existant que l’humain, bien au contraire. « On peut croire au transhumain, mais non pas au trans-existant ».

### Ségrégation génétique
Dans le domaine de la performance sportive, les progrès dans l'identification du génome humain annoncent au début des années 2010 l'avènement du dopage génétique. L'impossibilité, pour lors, d'en détecter la pratique suggèrerait-elle de créer une catégorie de « super-sportifs », séparée des autres non modifiés ?

### Immoralité et déshumanisation
Dans la revue Études, Jean-Michel Besnier explique : « La technolâtrie est le symptôme de cette fatigue d’être soi, diagnostiquée par les sociologues depuis Alvin Toffler dans les sociétés hypertechnologisées. Plus nous nous sentirons impuissants et déprimés, plus nous serons tentés de nous tourner vers les machines. »

### Guerre eugénique
Certains critiques prédisent l'existence de guerres eugéniques, le retour à une discrimination génétique soutenue par les gouvernements en violation des Droits de l'Homme, incluant des stérilisations obligatoires de personnes avec des défauts génétiques, l'euthanasie et la ségrégation raciale ou le génocide de races jugées inférieures. George Annas et Lori Andrews sont parmi les personnalités qui souhaitent mettre en garde contre de telles perspectives,.
La majorité des organisations transhumanistes condamnent officiellement l'obligation et la coercition. Leurs représentants évoquent alors la possibilité d'un eugénisme libéral ou égalitaire.

### Mode de vie inopportun
Une étude prospective sur les modes de vie en 2050 décrit une société fondée sur une recherche de performances tant au niveau individuel que systémique, insoutenable écologiquement et socialement fracturée. L'objectif de Facteur 4 serait inatteignable. La société serait dominée par une élite hyperperformante alors qu'une partie de la population n'aurait guère accès aux prothèses physiques et numériques. Il y aurait les « cyborgs plus » et les « minus ».

## Réception

### Dans la chrétienté
Dans Deus ex, publié en 1993, l'auteur de science-fiction Norman Spinrad imagine l'Église catholique se déchirant sur la possibilité qu'une machine ait une âme.
Pour le chirurgien Laurent Alexandre, les dogmes chrétiens vont devoir évoluer avec le développement de l'intelligence artificielle : « l'homme se réduit à son cerveau. Nous sommes notre cerveau. La vie intérieure est une production de notre cerveau. L'Église refuse encore l'idée que l'âme soit produite par nos neurones, mais elle l'acceptera bientôt comme elle a reconnu en 2003 que Darwin avait raison, 150 ans après que le pape déclare que Darwin était le doigt du démon ».

#### Compatibilités
Dans son essai Le Christianisme est un transhumanisme (Cerf, 2017), Dominique de Gramont soutient, en s'appuyant sur René Girard et Pierre Teilhard de Chardin, que le transhumanisme est compatible avec le christianisme. Il voit dans le concept de singularité le pendant de la « Théosis » chrétienne orthodoxe, selon laquelle l’homme aspire à retrouver sa nature divine initiale. Convaincu que le transhumanisme est, avec l’islam, l’un des seuls « grands récits » que propose notre temps, il assure que cette idéologie a « gagné d’avance », en ce qu’elle propose « une espérance et une pseudo eschatologie » auxquelles aspire l’homme du XXIe siècle.
La compatibilité entre transhumanisme et christianisme est également défendue par l'association transhumaniste Technoprog, qui rappelle que les alchimistes voyaient déjà dans la recherche de la pierre philosophale (censée permettre entre autres l’immortalité) une quête mystique chrétienne.

#### Position de l'Église catholique
Le conseil permanent de la conférence des évêques de France donne les indications suivantes :
- les formidables découvertes en neurosciences ne permettent pas d'affirmer que l'esprit humain est déterminé par la structure de son cerveau.
- le progrès de robots ouvre des possibilités fabuleuses, mais il ne serait pas acceptable de les doter de la personnalité juridique.
- la création de robots sexuels prétendant remplacer l'intimité d'amour avec une autre personne humaine est inquiétante.

#### Auteurs chrétiens
Philippe de Villiers considère le transhumanisme comme « un projet politique, [qui] va nous être imposé tout en douceur, par la société de consommation. Car c'est un narcissisme tentateur, irrésistible. Car, dans la société post-humaniste, la conception de l'homme aura changé et il n'y aura plus de place pour les handicapés ni pour les faibles d'esprit ou de corps, plus de place pour les « sous-hommes », insuffisamment performants. Toujours la même histoire, l'hubris dénoncée par les Grecs, l'orgueil monstrueux. Le post-humanisme prépare la fin de toutes les charités. Au nom d'un monde meilleur, le meilleur des mondes ».
Pour Jean-Marie Le Méné, « l'humanisme ne risque pas de disparaître demain, il a déjà disparu aujourd'hui avec la chosification de l'embryon humain, la marchandisation du vivant et la police des ventres. Le transhumanisme est un créneau porteur qui agit comme une entreprise de démobilisation et de désarmement moral. Or, nous avons tous les moyens de ne pas devenir demain les robots du transhumanisme à condition de commencer par ne pas être les robots de la pensée dominante aujourd'hui ».
Le Père Thierry Magnin, prêtre et docteur en science physique, s’inquiète de ce courant qui « nie l’humain en cherchant à éradiquer toute marque de contingence ».
Pour le philosophe Fabrice Hadjadj, « le rêve de l'homme augmenté est celui d'un homme diminué, et content de l'être. Il se projette en cyborg pour se dispenser de devenir humain. Il veut une intelligence artificielle parce qu'il n'a pas commencé à penser. Il est fasciné par le futur parce qu'il ne sait pas s'émerveiller devant le premier venu — devant l'événement d'une naissance ».
Le philosophe Olivier Rey décrypte les deux canaux d’alimentation du transhumanisme : l'imaginaire techniciste et les intérêts économiques, qui en font un au-delà de l'humain.
Le théologien protestant Denis Müller redoute que le transhumanisme, qui repose à la fois sur « un mélange assez hétéroclite d’ésotérisme religieux et de scientisme laïc » débouche sur une « certaine négation de la création, c’est-à-dire de la finitude de l'homme créé ».

#### Essais en français
- Nicolas Le Dévédec, Le transhumanisme, Paris, Presses Universitaires de France, coll. "Que sais-je?", 2024, 128 p.,  (ISBN 978-2-7154-1813-4)
- Stanislas Deprez, Le transhumanisme, Paris, La Découverte, coll. "Repères", 2024, 128 p.,  (ISBN 9782348082528)
- Mara Magda Maftei, Fictions posthumanistes, Paris, Éditions Hermann, 2022, 362 pages,  (ISBN 9791037019776)
- Nicolas Le Dévédec, Le mythe de l'humain augmenté. Une critique politique et écologique du transhumanisme, Montréal, Écosociété, coll. "Théorie", 2021, 160 p.  (ISBN 9782897197384)
- Vincent Calais et Stanislas Deprez (dir.), Le corps des transhumains, Paris, Erès, coll. "Espace éthique", 2019, 210 p.  (ISBN 978-2749263489)
- Didier Coeurnelle et Marc Roux, Technoprog, 2016, 180 p. La contre-culture transhumaniste qui améliore l'espèce humaine.
- Laurent Alexandre, La Mort de la mort, Editions JC Lattès, 2011, 425 p.  (ISBN 978-2709636803).
- Laurent Alexandre et Jean-Michel Besnier, Les robots font-ils l'amour ? Le transhumanisme en 12 questions, Editions Dunod, 2016, 144 p.  (ISBN 978-2100747580).
- Laurent Alexandre, La Guerre des intelligences, Editions JC Lattès, 2017, 250 p.  (ISBN 978-2709660846)
- Monique Atlan et Roger-Pol Droit, Humain, Flammarion, 2012  (ISBN 978-2-081-24908-0).
- Bruce Benderson, Transhumain, Editions Payot, 2010, 182 p.  (ISBN 978-2228905770).
- Jean-Michel Besnier, Demain les posthumains, Hachette, 2009  (ISBN 978-2-0123-7373-0).
- Franck Damour, Stanislas Deprez et David Doat (dir.), Généalogies et nature du transhumanisme. État actuel du débat, Montréal, Liber, 2018, 198 p.  (ISBN 978-2895786443)
- Franck Damour, David Doat, Transhumanisme : quel avenir pour l'humanité ?, Le Cavalier bleu, coll. Idées reçues, 2018, 210 p.  (ISBN 979-1031802831).
- Franck Damour, Stanislas Deprez et Alberto Romele (dir.), Le transhumanisme : une anthologie, Paris, Hermann, 2020, 328 p.  (ISBN 979-1037005717).
- Eric Drexler, Engins de création : L'avènement des nanotechnologies, Editions Vuibert, 2005, 342 p.  (ISBN 978-2711748532).
- Ollivier Dyens, La Condition posthumaine, Flammarion, 2008  (ISBN 978-2-0812-1136-0).
- Luc Ferry, La Révolution transhumaniste, Editions Plon, 2016, 216 p.  (ISBN 978-2259249157).
- Francis Fukuyama, La Fin de l'homme, Editions Folio, 2004, 448 p.  (ISBN 978-2070304431).
- Dominique de Gramont, Le christianisme est un transhumanisme, Cerf, 2017, 365 p.  (ISBN 978-2204112178)
- Jean-Claude Guillebaud, La vie vivante. Contre les nouveaux pudibonds, Les Arènes, 2011  (ISBN 978-2-3520-4139-9).
- Odile Hardy (dir.), Le Transhumanisme : homo novus ou fin de l'homme ? regards chrétiens, Parole et Silence Editions, 2015, 173 p.  (ISBN 978-2889187379)
- Gilbert Hottois, Encyclopédie du trans/posthumanisme : L'humain et ses préfixes, Vrin, 2015, 512 p.  (ISBN 978-2711625369)
- Ray Kurzweil, Terry Grossman, Serge Weinman, Serons-nous immortels ? : Oméga 3, nanotechnologies, clonage…, broché, 2006  (ISBN 978-2-1004-9419-4).
- Ray Kurzweil, Adeline Mesmin, Humanité 2.0 - La bible du Changement, 2007  (ISBN 978-2-9162-6004-4).
- Dominique Lecourt, Humain, post humain, PUF, 2003  (ISBN 978-2-1305-3054-1).
- Nicolas Le Dévédec, La société de l'amélioration. La perfectibilité humaine, des Lumières au transhumanisme, Montréal, Liber, 2015, 268 p.  (ISBN 978-2-89578-489-0)
- Thierry Magnin, Penser l'humain au temps de l'homme augmenté - Face aux défis du transhumanisme, Albin Michel, 2017, 304 p.  (ISBN 978-2226326591)
- Jean-François Mattei, Questions de conscience, de la génétique au posthumanisme, Les liens qui libèrent, 2017, 160 p.  (ISBN 979-1020905499)
- Alexandre Moatti, Aux racines du transhumanisme : (France, 1930-1980), Paris, Éditions Odile Jacob, 2020, 272 p. (ISBN 978-2-7381-5132-2)  — ouvrage issu de son mémoire d'habilitation à diriger des recherches.
- Olivier Rey, Leurre et malheur du transhumanisme, Éditions Desclée de Brouwer, 2018, 196 p. (lire en ligne)
- Rémi Sussan, Les Utopies post humaines, Omniscience, 2005  (ISBN 978-2-9160-9701-5).
- Mathieu Terence, Le transhumanisme est un intégrisme, Cerf, 2016, 99 p.  (ISBN 978-2204114943).
- Jean-Michel Truong, Totalement inhumaine, Le Seuil, 2001  (ISBN 978-2-8467-1017-6).
- Serge Venturini, Éclats d’une poétique du devenir transhumain, L’Harmattan, 2009  (ISBN 978-2-296-09603-5).
- Michel Weber, Contre le totalitarisme transhumaniste : les enseignements philosophiques du sens commun, Limoges, FYP éditions, 2018.

#### À classer
- Geneviève Férone et Jean-Didier Vincent, Bienvenue en transhumanie, Grasset et Fasquelle, 2011  (ISBN 978-2-246-74961-5).
- Jean-Pierre Dickès, L'Ultime Transgression. Refaçonner l'Homme, Éditions de Chiré, 2013  (ISBN 978-2851901743)
- Marie-Jo Thiel, La santé augmentée. Réaliste ou totalitaire ?, Bayard, 2014  (ISBN 978-2-2274-8744-4)
- Franck Damour, La tentation transhumaniste, Salvator, 2015  (ISBN 978-2706712111).
- Bertrand Vergely, La Tentation de l'homme-Dieu, éditions Le Passeur, 2015, 144 p.  (ISBN 978-2368903629).
- Jean-Pierre Dickès, La Fin de l'espèce humaine, Éditions de Chiré, 2015, 364 p.  (ISBN 978-2851901903).
- Charles Susanne, Transhumanisme : À la limite des valeurs humanistes, Mémogrames, 2015, 256 p.  (ISBN 978-2930698083)
- Marc Dugain, Christophe Labbé, L'homme nu - La dictature invisible du numérique, 2016, 320 p.  (ISBN 978-2259227797)
- Marc Roux, Didier Coeurnelle, Technoprog : La contre-culture transhumaniste qui améliore l’espèce humaine, FYP Editions, 2016, 224 p.  (ISBN 978-2364051287)
- Yves Caseau, L'homme augmenté conduit-il au transhumanisme ?, Parole et Silence Editions, 2016, 168 p.  (ISBN 978-2889189076)
- Daniel-Philippe de Sudres, Nous en 2030: lorsque naîtra le postcapitalisme transhumaniste, Editions K.-M. de Sudres, 2016, 232 p.  (ISBN 978-2955806005)
- Jean-Marie Le Méné, Les Premières Victimes du transhumanisme, Editions PGDR, 2016, 176 p.  (ISBN 978-2363711489)
- Guy Vallancien, Homo Artificialis. Plaidoyer pour un humanisme numérique, Michalon, 2017, 201 p.  (ISBN 978-2841868513)
- Xavier Dijon, Le Transhumanisme, Editions Fidélité, 2017  (ISBN 978-2873567637)
- Pierre Fraser, Intelligence artificielle et transhumanisme: La puissance des technomythes, CIPP, 2017, 354 p.  (ISBN 978-1974101955)
- Jean Boboc, Le transhumanisme décrypté : Métamorphose du bateau de Thésée, Apopsix, 2017, 463 p.  (ISBN 978-2359791372)
- Vincent Billard, Éloge de ma fille bionique: Philosophie du handicap, humanisme et transhumanisme, Hermann, 2017, 266 p.  (ISBN 978-2705673901)
- Robert Redeker, L'Éclipse de la mort, Desclée De Brouwer, 2017, 224 p.  (ISBN 978-2220088082)
- Ebénézer Njoh-Mouellé, Transhumanisme, marchands de science et avenir de l'homme, Editions L'Harmattan, 2017, 154 p.  (ISBN 978-2343129808)
- Philippe Baqué, Homme augmenté, humanité diminuée : D'Alzheimer au transhumanisme, Agone, 2017, 314 p.  (ISBN 978-2748903218)

#### Essais en anglais
- (en) Allen E. Buchanan, Beyond Humanity?: The Ethics of Biomedical Enhancement, OUP Oxford, 2011, 304 p.  (ISBN 978-0199587810)
- Michael Sandel, The case against perfection : ethics in the age of genetic engineering, Belknap Press of Harvard University Press, 2007  (ISBN 9780674019270)

#### Revues
- Mara Magda Maftei (dir.) Transhumanisme et Fictions posthumanistes, Revue des Sciences humaines, Paris, Presses Universitaires du Septentrion, n°341/janvier-mars 2021, 318 pages, GTIN13 (EAN13) 9782913761889
- Dan Grace, « Le meilleur des mondes transhumanistes », L'Écologiste no 20, sept-oct-nov., 2006, p. 15-16.
- Famille chrétienne, « Résister au Transhumanisme », Hors-série no 22, nov. 2017

#### Fiction
- Mary Shelley, Frankenstein ou le Prométhée moderne (1818)
- Aldous Huxley, Le Meilleur des mondes, 1932, éditions Pocket 2017, 320 p.  (ISBN 978-2266283038).
- Bondel Roger Bruss (de son vrai nom René Bonnefoy), L'apparition des surhommes (1953), Livre de poche, 1977, 256 p.  (ISBN 2-253-01572-5)
- Aldous Huxley, Retour au meilleur des mondes, 1958, éditions Pocket 2006, 160 p.  (ISBN 978-2266172455)
- Gilbert Hottois, Species Technica, 1981, Vrin, 2002  (ISBN 2-7116-1565-0)
- Rémi Gageac, Life++, La Vie augmentée, Éditions Assyelle, 2015  (ISBN 979-10-90004-64-1)
- David Angevin et Laurent Alexandre, "L'homme qui en savait trop" (Robert Laffont), 2016
- François-Régis de Guenyveau, Un dissident, Albin Michel, 2017, 336 p.  (ISBN 978-2226399144). Prix Edmée de La Rochefoucauld 2018.
- Pierre Ducrozet, L'Invention des corps, Acte Sud, 2017, 304 p.  (ISBN 978-2330081751). Prix de Flore 2017.
- Grégory Aimar, I.AM, Le transhumanisme, une nouvelle religion ? Éditions Massot, 2020  (ISBN 978-2380352344)
- Philippe Raymond-Thimonga met en scène un « homme aujourd’hui réinventé par les nouvelles technologies » dans son roman Adrian Æ, éditions Serge Safran, 2022
- La série télévisée Altered Carbon, basée sur le roman éponyme de Richard K. Morgan

#### Bases de données et dictionnaires
- Ressource relative à la littérature :   - The Encyclopedia of Science Fiction
- Ressource relative à l'audiovisuel :   - France 24
- Notices dans des dictionnaires ou encyclopédies généralistes :   - Britannica
  - Nationalencyklopedin
- Notices d'autorité :   - BnF (données)
  - LCCN
  - GND
  - Espagne
  - Israël
  - Tchéquie
  - Lettonie